# Bohlinia
Bohlinia är ett utdött släkte av giraffer som levde under Miocen för 7 miljoner år sedan. Dess fossil upptäcktes i Eurasien och i Afrika. Det namngavs av William Diller Matthew 1929. Detta släkte var troligen ursprunget för hur dagens giraffer fick långa halsar, och arterna migrerade från Afrika till Europa och Asien, tills det ledde till att arten Giraffa jumae uppstod.